# 19 км (зупинний пункт, Донецька залізниця, Олександрівський район)
19 км — пасажирська зупинна залізнична платформа Лиманської дирекції Донецької залізниці.
Розташована поблизу с. Варварівка, Краматорський район, Донецької області. Платформа розташована на лінії Дубове — Покровськ між станціями Золоті Пруди (4 км) та Дубове (19 км).
Із 2007 р. пасажирське сполучення на даній ділянці припинене.
Місцевість навколо зупинної платформи мальовнича: тут залізниця виходить з басейну річки Дніпро на вододіл басейнів Дніпра й Дону, перетинаючи декілька балок високим насипом і роблячи низку крутих поворотів.